# Europa-Parlamentsvalget 2019
Europa-Parlamentsvalget 2019 var et politisk valg til Europa-Parlamentet der blev afholdt i EU mellem torsdag den 23. maj og søndag den 26. maj 2019. Det var det niende direkte valg til parlamentet (det første var i 1979). Den danske etape af valget blev afholdt den 26. maj.
Valgdeltagelsen var rekordhøj i mange dele af EU, blandt andet på grund af debatten om Brexit. I unionen som helhed var stemmeprocenten på 50,95%, en fremgang på 8,34 procentpoint i forhold til forrige valg. Den danske stemmeprocent var 66,08%, det højeste ved et EU-valg nogensinde og 6,54 procentpoint højere end den hidtidige rekord i 2009.

## Sædeomfordeling efter Brexit
På trods af Brexit-folkeafstemningen i 2016, hvor Storbritannien stemte for Brexit (udtrædelse af EU), deltog briterne ved Europa-Parlamentsvalget 2019. Dette er fordi Storbritannien stadig er del af EU indtil udtrædelsesdatoen (på valgdagen sat til 31. oktober 2019, men siden udsat), og derfor stadig er berettiget til sine 73 sæder i Europa-Parlamentet.
Siden disse britiske MEP'er vil bortfalde når Storbritannien udtræder, har Europa-Parlamentet skulle beslutte hvad der skal gøres med disse sæder. Parlamentet godkendte i februar 2018 en plan, hvor 27 af disse sæder gives til underrepræsenterede lande (heriblandt 1 til Danmark), mens de resterende 46 sæder bortfalder uden erstatning, så der fremover vil være 705 i stedet for 751 medlemmer af Europa-Parlamentet. De 27 omfordelte mandater tiltræder først efter Brexit, så for eksempel i Danmark, hvor man gik fra 13 til 14, vil det fjortende mandat først komme ind efter Brexit.

## Resultat

### Dansk resultat
I Danmark var 10 partier opstillet, hvoraf syv opnåede valg. Enhedslisten og Alternativet var på stemmesedlen til Europa-Parlamentet for første gang. Enhedslisten har været opstillingsberettiget siden Europa-Parlamentsvalget 1999, men har ved tidligere valg ikke benyttet muligheden for at stille op. De har hidtil rådet deres vælgere til at stemme på Folkebevægelsen mod EU, på hvis liste adskillige Enhedslisten-medlemmer har været opstillet igennem tiden. Der blev indgået en række valgforbund, se Europa-Parlamentsvalget 2019 i Danmark#Valgforbund.
På grund af Brexit går Danmark fra at have 13 til at have 14 MEP'er (se ovenfor), men dette fjortende mandat tiltræder først efter Brexit. Venstre endte med at få det fjortende mandat.
For yderligere detaljer om den danske del af valget, se Europa-Parlamentsvalget 2019 i Danmark.
| Parti- bogstav | Parti                   | Stemmetal | Stemme- procent     | Mandattal            | Partigruppe         |
| -------------- | ----------------------- | --------- | ------------------- | -------------------- | ------------------- |
| V              | Venstre                 | 648.203   | 23,5%               | 3 (efter Brexit 4)   | ALDE                |
| A              | Socialdemokratiet       | 592.645   | 21,5%               | 3                    | S&D                 |
| F              | Socialistisk Folkeparti | 364.895   | 13,2%               | 2                    | G/EFA               |
| O              | Dansk Folkeparti        | 296.978   | 10,8%               | 1                    | ECR                 |
| B              | Radikale Venstre        | 277.929   | 10,1%               | 2                    | ALDE                |
| C              | Konservative Folkeparti | 170.544   | 6,2%                | 1                    | EPP                 |
| Ø              | Enhedslisten            | 151.903   | 5,5%                | 1                    | GUE/NGL             |
| N              | Folkebevægelsen mod EU  | 102.101   | 3,7%                | 0                    | GUE/NGL             |
| Å              | Alternativet            | 92.964    | 3,4%                | 0                    | Ikke repræsenteret. |
| I              | Liberal Alliance        | 60.693    | 2,2%                | 0                    | Ikke repræsenteret. |
|                | Total                   | 2.758.855 | 66,08 (valg- delt.) | 13 (efter Brexit 14) |                     |

### Europæisk resultat
I EU som helhed gik liberale, grønne og højrepopulistiske partigrupper frem på bekostning af konservative og socialdemokrater, der er de traditionelle magtgrupper. Den nationalkonservative identitetspolitiske ENF-gruppe deltog for første gang i et EU-valg. Det Europæiske Folkeparti og Socialdemokraterne, der historisk har regeret sammen i en stor koalition, mistede for første gang deres samlede flertal i Europa-Parlamentet.
| Navn  | Navn                        | Navn    | Mandater  | Mandater           | Mandater  | Mandater |
| Navn  | Navn                        | Navn    | Valg 2014 | Pr. 18. april 2019 | Valg 2019 | +/-      |
| ----- | --------------------------- | ------- | --------- | ------------------ | --------- | -------- |
|       | Europæiske Folkeparti       | EPP     | 221       | 216                | 179       | -37      |
|       | Socialdemokraterne          | S&D     | 191       | 185                | 153       | -32      |
|       | ALDE                        | ALDE    | 67        | 69                 | 105       | +36      |
|       | Grønne/Frie Alliance        | G/EFA   | 50        | 52                 | 69        | +17      |
|       | Konservative og Reformister | ECR     | 70        | 77                 | 63        | -14      |
|       | ENF-gruppen                 | ENF     | -         | 36                 | 58        | +22      |
|       | Frihed og Direkte Demokrati | EFDD    | 48        | 42                 | 54        | +12      |
|       | Venstrefløj/Grønne          | GUE/NGL | 52        | 52                 | 38        | -14      |
|       | Gruppeløse                  | NI      | 52        | 20                 | 8         | -12      |
|       | Andre                       | Andre   | -         | -                  | 24        |          |
| Total | Total                       | Total   | 751       | 749                | 751       |          |

## Kommissionsdannelse
Tekst mangler, hjælp os med at skrive teksten